# Richard Yancy
Richard Yancy (* 31. Januar 1979 in Berlin) ist ein ehemaliger deutscher American-Football-Spieler und -Trainer.

## Laufbahn
Yancy, Sohn einer aus Russland stammenden Mutter und eines aus Liberia stammenden Vaters, spielte ab 1993 in der Jugend der Berlin Bears, bei den Berlin Adlern gab er 1997 seinen Einstand in der Football-Bundesliga. Der in der Verteidigung eingesetzte Yancy wechselte 1998 zu den Kiel Baltic Hurricanes, für die er bis 2000 auf dem Feld stand. Im Jahr 2000 gelang ihm auch der Sprung in die NFL Europe, in der er für Berlin Thunder (2000 und 2001) sowie Rhein Fire (2002 bis 2007) auflief. Mit Berlin feierte er 2001 den Gewinn des World Bowls, mit den Düsseldorfern stand er 2002 und 2003 ebenfalls im Endspiel der NFL Europe, verlor dort aber jeweils.
Er spielte weiterhin auch in der Bundesliga: Mit den Hamburg Blue Devils wurde er 2001 deutscher Meister. Zur 2002er Saison ging er zu den Berlin Adlern zurück. Im Sommer 2004 stand er im Trainingskader der NFL-Mannschaft San Francisco 49ers, 2005 nahm er dank ebenfalls dank eines Förderprogramms der NFL Europe am Training der San Diego Chargers teil. Im Sommer 2007 unterzeichnete Yancy einen Vertrag bei den New York Giants, wurde aber Ende August 2007 wieder aus dem Aufgebot gestrichen. Ein NFL-Spiel bestritt er in seiner Karriere nicht.
Mit der deutschen Nationalmannschaft wurde er 2000 Vize-Europameister, 2001 Europameister und 2003 Dritter der Weltmeisterschaft.
2008 wechselte Yancy ins Trainerfach und war im Nachwuchs der Berlin Rebels sowie der Frankfurt/Oder Red Cocks tätig. In den Spieljahren 2009 und 2010 betreute er bei der Herrenmannschaft der Berlin Rebels als Assistenztrainer die Defensive Backs, im Zeitraum 2008 bis 2010 gehörte er zudem dem Trainerstab der Landesauswahl Berlin-Brandenburg an. 2011 kümmerte er sich wieder um den Rebels-Nachwuchs, 2012 verstärkte er in der höchsten deutschen Spielklasse die Defensive Backs der Berlin Adler. 2014 trug er in diesem Amt zum Gewinn des Eurobowls bei.
Zur 2015er Saison nahm Yancy ein Angebot aus der höchsten Spielklasse Österreichs, der AFL, an und wurde bei den Swarco Raiders aus Innsbruck unter Cheftrainer Shuan Fatah für die Defensive Backs zuständig. In derselben Funktion war er für die Innsbrucker auch in der Saison 2016 tätig.
Yancy durchlief eine Pilotenausbildung.